# Amanda Nguyen
Amanda Nguyen   (Califòrnia, 10 d'octubre de 1991) és una emprenedora social, activista dels drets civils i la CEO i fundadora de Rise, una organització no governamental de drets civils. Va participar en la proposta i la redacció de la Llei de drets dels supervivents d'agressions sexuals, el projecte de llei número 21 de la història moderna dels Estats Units aprovat per unanimitat pel Congrés. També s'ha atribuït a Nguyen l'impuls del moviment per aturar la violència contra els nord-americans asiàtics després que el seu vídeo demanant cobertura mediàtica es va fer viral el 5 de febrer del 2021. Nguyen va rebre el 24th Annual Heinz Award in Public Policy, Time 100 Next, Forbes 30 Under 30, i va rebre el Nelson Mandela Changemaker Award. Foreign Policy també li va acreditar com a Top 100 Global Thinker.

## Educació i carrera
Nguyen va obtenir una llicenciatura en arts a la Universitat Harvard, i es va graduar el 2013.
Va fer pràctiques a la NASA el 2013, i també ha treballat al Centre d'Astrofísica Harvard–Smithsonian. Va treballar com a enllaç adjunt a la Casa Blanca per al Departament d'Estat dels Estats Units. Va deixar la seva feina al Departament d'Estat el 2016 per dedicar-se a temps complet a Rise. Encoratjada pels seus mentors durant la seva estada a la NASA, està entrenant per convertir-se en astronauta. Nguyen també forma part del consell d'administració de R Street, un think tank conservador i llibertari nord-americà.

## Activisme
L'any 2013, Nguyen va ser violada mentre estava a la Universitat Harvard a Massachusetts. Nguyen va optar per no presentar càrrecs immediatament, ja que creia que no tenia el temps i els recursos necessaris per participar en un judici que podria durar anys. Després que els agents de policia la van informar que hi havia un estatut de prescripció de quinze anys per a la violació a Massachusetts, va decidir que presentaria càrrecs en una data posterior quan estigués preparada. Li van fer un kit de violació i va descobrir que, si no denunciava el crim a les forces de l'ordre, el seu kit de violació seria destruït al cap de sis mesos si no es presentava una sol·licitud de pròrroga. Tampoc li van donar instruccions oficials sobre com sol·licitar una pròrroga. Nguyen va considerar que aquest sistema estava trencat, en part perquè la sol·licitud d'extensió seria un recordatori innecessari d'una experiència traumàtica. Nguyen es va reunir amb altres supervivents amb històries similars i va concloure que les proteccions legals actuals eren insuficients. Ha creat i publicitat esdeveniments com una desfilada de moda durant la Setmana de la Moda de Nova York al Museu d'Art Modern, amb models que van ser supervivents d'agressions sexuals.

### Rise
El novembre de 2014, Nguyen va fundar Rise, una organització sense ànim de lucre que té com a objectiu protegir els drets civils dels supervivents d'agressions sexuals i violacions. Nguyen va dirigir l'organització en el seu temps lliure fins al setembre de 2016. Tothom que treballa amb Rise és voluntari i l'organització ha recaptat diners a través de GoFundMe. Nguyen va explicar que l'organització es va anomenar Rise per "recordar-nos que un petit grup de ciutadans reflexius i compromesos poden aixecar-se i canviar el món". La finalitat de Nguyen és que Rise aprovi una declaració de drets dels supervivents d'agressions sexuals als 50 estats dels EUA, així com en l'àmbit nacional. També ha viatjat al Japó on es va presentar un projecte de llei similar.

### Sexual Assault Survivors' Rights Act:
El juliol de 2015, Nguyen es va reunir amb la senadora de New Hampshire Jeanne Shaheen per discutir la legislació que protegeix els drets dels supervivents en l'àmbit federal. La legislació que Nguyen havia ajudat a redactar va ser presentada al Congrés el febrer de 2016 per Shaheen. Nguyen va col·laborar amb Change.org i el lloc web de comèdia Funny or Die per cridar l'atenció sobre la legislació i animar els votants a donar-hi suport. Nguyen va llançar una petició de Change.org que demanava al Congrés aprovar la legislació. El vídeo Funny or Die i la petició de Change.org van rebre el suport de Judd Apatow i Patricia Arquette a Twitter. El 28 de febrer de 2016, la petició de Change.org va obtenir 60.000 de les 75.000 signatures sol·licitades. L'octubre de 2016, hi havia més de 100.000 signatures.
El projecte de llei va passar pel Senat al maig i la Cambra de Representants al setembre. Va ser aprovada per unanimitat a les dues cambres del Congrés i va ser signada com a llei l'octubre de 2016 pel president Barack Obama. La nova llei protegeix, entre altres drets, el dret a que les proves d'un kit de violació es conserven sense càrrec durant el termini de prescripció.
El 12 d'octubre de 2017, el governador de Califòrnia, Jerry Brown, va aprovar un projecte de llei titulat "Drets de les Víctimes d'agressions sexuals".

### We the FuturePortrait
El 2018, Shepard Fairey va crear un retrat d'Amanda Nguyen per a la campanya "We the Future" d'Amplifier, una sèrie de peces d'art per encàrrec que es van enviar a 20.000 escoles secundàries i secundàries dels Estats Units per ensenyar sobre diversos moviments de base

## Premis i honors
- 2016 – Premi Honorífic de Dones Joves, Marie Claire
- 2016: els 100 millors pensadors globals, Foreign Policy
- Convidat i ponent d'honor de la Marxa de Dones 2017 –
- 2017 - Forbes 30 Menors de 30, Forbes
- 2017: 40 dones per seguir, The Tempest[29]
- 2018 - Llista 200 de Frederick Douglass[30]
- 2019 - Premi Nelson Mandela Changemaker.
- 2019 - 24è Premi Anual Heinz en polítiques públiques.
- 2019 - Premi als Objectius globals de Vanity Fair[31]
- 2019 - Time 100 Next, Time[6]
- 2021 - El desembre de 2021 va ser reconeguda a la llista de les 100 dones de la BBC.[32]

## Vida personal
Nascuda a Califòrnia, Nguyen resideix a Washington, DC.